# Žofie Zvěřinová
Žofie Zvěřinová (6. května 1872 Jihlava – 17. března 1951 Brno) byla česká pedagožka, překladatelka, novinářka, spolková činovnice, sufražetka a feministka, členka Zastupitelstva města Brna, učitelka a ředitelka školy při ženském spolku Vesna v Brně. Byla jednou z prvních žen v brněnském městském zastupitelstvu v letech 1920–1935.

## Život

### Mládí
Narodila se v Jihlavě do rodiny Josefa Zvěřiny a jeho ženy Marie, rozené Vaňkové. Vychodila obecnou školu v Měříně a následně nastoupila na učitelský ústav v Brně. Zde se při studiích začala setkávat s předními osobnostmi moravského ženského emancipačního hnutí, jako byla například Eliška Machová, sdružených v ženském spolku Vesna založeném roku 1872, jehož se Zveřinová stala členkou. Učitelské povolání bylo v té době při výkonu spojeno s příslibem celibátu, Zvěřinová tak zůstala svobodná.

### Učitelství
Po maturitě roku 1891 nastoupila Zvěřinová jako učitelka na několik měšťanských škol v Brně. Po ročním pobytu v Olomouci pak roku 1896 začala působit na dvouleté dívčí obchodní škole s penzionátem v dnešní Jaselské ulici zřízené při spolku Vesna. Při škole působil rovněž internát, jehož dozorující učitelkou se Zvěřinová roku 1897 stala. Roku 1913 se pak stala ředitelkou školy. Vedle pedagogické činnosti pořádala také přednášky o ženském vzdělávání a byla aktivní členkou brněnských spolků Jednota slovanských žen, Jednota vlasteneckých žen či sportovního klubu SK Moravská Slavia Brno.

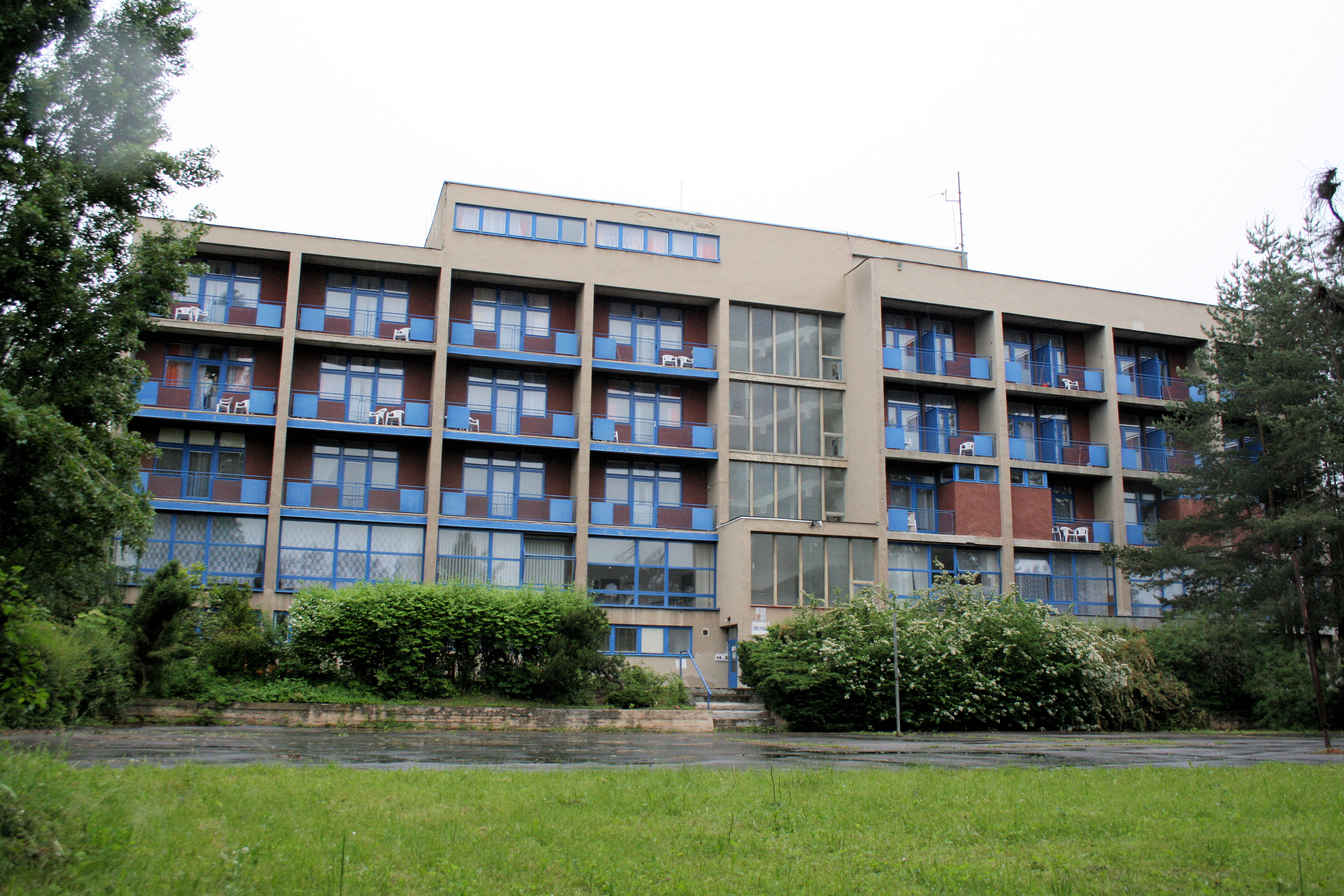
Domov Elišky Machové, budova dívčího internátu z roku 1931, Lipová ulice, Brno

### Politika
Roku 1920 získala Žofie Zvěřinová po prvních československých komunálních volbách konaných 15. června 1919 mandát členky Zastupitelstva města Brna. To bylo umožněno novým československým volebním zákonem, který oproti rakousko-uherskému nově umožňoval všeobecnou politickou kandidaturu do veřejných funkcí. Rovněž se roku 1921 podílena na zřízení Veřejné knihovny města Brna, a následně působila jako předsedkyně knihovní rady. Významně se rovněž podílela na výstavbě Domova Elišky Machové v brněnské Lipové ulici podle návrhu místních architektů Bohuslava Fuchse a Josefa Poláška v letech 1929–1931. Roku 1936 se stala starostkou Vesny.

### Úmrtí
Žofie Zvěřinová zemřela 17. března 1951 v Brně ve věku 78 let.